# Празеодимтрикадмий
Празеодимтрикадмий — бинарное неорганическое соединение, интерметаллид
празеодима и кадмия
с формулой Cd3Pr,
кристаллы.

## Получение
- Сплавление стехиометрических количеств чистых веществ:

{\displaystyle {\mathsf {Pr+3Cd\ {\xrightarrow {T}}\ Cd_{3}Pr}}}

## Физические свойства
Празеодимтрикадмий образует кристаллы
кубической сингонии,
пространственная группа F m3m,
параметры ячейки a = 0,7182 нм, Z = 4,
структура типа фторида висмута BiF3
.
Соединение образуется по перитектической реакции при температуре 863 °C.